# Igor Jeftić
Igor Jeftić (* 20. November 1971 in Belgrad) ist ein deutscher Schauspieler.

## Leben
Igor Jeftić kam im Alter von zwei Jahren mit seiner Familie aus Jugoslawien nach Deutschland. Er spricht bis heute im Familienkreis Serbisch.
Für seine Schauspielausbildung zog er von Stuttgart nach München und absolvierte sie bei Schauspiel München. Er spielte Theater in Stuttgart und begann ab 1996 mit Rollen in Fernsehserien wie PowderPark, Balko, Zwei zum Verlieben, Doppelter Einsatz, Bei aller Liebe, In aller Freundschaft, in zwei Folgen beim Tatort sowie in der durchgehenden Hauptrolle des Fibbes in der ARD-Serie Plötzlich erwachsen!. 2006 spielte er Robert Steinbrenner in der ARD-Serie Das Geheimnis meines Vaters. Jeftić verkörperte 2007 die Rolle des Jan Rothenburg in der Sat.1-Telenovela Verliebt in Berlin. Seit 2009 spielt er als Kriminalhauptkommissar Sven Hansen eine der Hauptrollen in der ZDF-Serie Die Rosenheim-Cops.
Jeftić lebt in München.

## Filmografie (Auswahl)
- 1995: Zwei zum Verlieben
- 1997–1999: Für alle Fälle Stefanie (Fernsehserie, 2 Folgen, verschiedene Rollen)
- 1998–2007: In aller Freundschaft (Fernsehserie, 4 Folgen, verschiedene Rollen)
- 2000: Bei aller Liebe (Fernsehserie, 1 Folge)
- 2000: Doppelter Einsatz (Fernsehserie, 1 Folge)
- 2001: Powder Park (Fernsehserie, zwei Staffeln)
- 2002: Tatort: Endspiel (Fernsehreihe)
- 2003–2013: SOKO München (Fernsehserie, 2 Folgen, verschiedene Rollen)
- 2004: Broti & Pacek – Irgendwas ist immer (Fernsehserie, 1 Folge)
- 2004: Tatort: Abseits
- 2004: Der Landarzt (Fernsehserie, 1 Folge)
- 2005: SOKO Leipzig (Fernsehserie, 1 Folge)
- 2006: Das Geheimnis meines Vaters
- 2006: Hinter Gittern – Der Frauenknast (Fernsehserie, 2 Folgen)
- 2007: Ein starkes Team: Blutige Ernte (Fernsehreihe)
- 2007: Verliebt in Berlin (Fernsehserie)
- seit 2009: Die Rosenheim-Cops (Fernsehserie)
- 2019: Notruf Hafenkante (Fernsehserie, 1 Folge)
- 2019: Bettys Diagnose (Fernsehserie, 1 Folge)
- 2020: Zum Glück gibt’s Schreiner